# بور صالح
بور صالح (بالصومالية: Bur Saalax)‏ مدينة تابعة لمحافظة مدج بوسط الصومال، تتوسط مدينتي بيرا و ريغ أومني.

## النقل
يربط طريق سريع بين بور صالح وجالكعيو عاصمة محافظة مدج.

## التعليم
يوجد في بور صالح عدد من المدارس الابتدائية والثانوية، بالإضافة إلى العديد من المدارس الإسلامية.